# Bowlingeuropameisterschaften 2019
Die Bowlingeuropameisterschaften 2019 fanden vom 10. bis 21. Juni 2019 in der deutschen Gemeinde Unterföhring (Landkreis München) statt. Austragungsort war der Dream Bowl Palace.

## Männer

### Einzel
| Platz | Sportler          | Land |
| ----- | ----------------- | ---- |
| 1     | Claudio Bucher    | CHE  |
| 2 cm  | Tobias Börding    | GER  |
| 3     | Xander van Mazijk | NED  |
|       | Gaetan Mouveroux  | FRA  |

### Doppel
| Platz | Sportler                          | Land |
| ----- | --------------------------------- | ---- |
| 1     | Carsten Warming Hansen Mik Stampe | DEN  |
| 2     | Niko Oksanen Tomas Käayhkö        | FIN  |
| 3     | Thomas Larsen Jesper Agerbo       | DEN  |
|       | Valentin Saulnier Julien Sermand  | FRA  |

### Trios
| Platz | Sportler                                              | Land |
| ----- | ----------------------------------------------------- | ---- |
| 1     | Nicola Pongolini Antonino Fiorentino Alessandro Santu | ITA  |
| 2     | Mik Stampe Thomas Larsen Jesper Agerbo                | DEN  |
| 3     | Tommaso Radi Marco Parapini Erik Davolio              | ITA  |
|       | Mattias Wetterberg Mattias Olsson Adam Andersson      | SWE  |

### Fünferteams
| Platz | Land        |
| ----- | ----------- |
| 1     | Schweden    |
| 2     | Deutschland |
| 3     | Dänemark    |
|       | Italien     |

### All Event
| Platz | Sportler               | Land |
| ----- | ---------------------- | ---- |
| 1     | Thomas Larsen          | DEN  |
| 2     | Antonino Fiorentino    | ITA  |
| 3     | Carsten Warming Hansen | DEN  |

### Masters
| Platz | Sportler          | Land |
| ----- | ----------------- | ---- |
| 1     | William Svensson  | SWE  |
| 2     | Frank Drevenstedt | GER  |
| 3     | Martin Larsen     | SWE  |
|       | Valentin Saulnier | FRA  |